# I Am a Bird Now
I Am a Bird Now is het tweede studioalbum van de Amerikaanse band Antony and the Johnsons. Op 6 september 2005 won het album de Mercury Music Prize. Vervolgens schoot het album omhoog in de Britse hitlijst van de 135ste naar de zestiende plaats. Vóór deze sprong had het album slechts de 78ste positie bereikt.
Op het album wordt Antony bijgestaan door een breed scala aan gastmuzikanten. Rufus Wainwright zingt bijvoorbeeld mee in het nummer "What Can I Do?". Verder spelen Devendra Banhart, Joan Wasser, Boy George en Lou Reed mee op het album.
De albumhoes is een foto van Candy Darling, gemaakt door Peter Hujar, op haar sterfbed. Deze afbeelding is genaamd "Candy Darling on Her Deathbed".
Het album werd zeer positief ontvangen. Het werd door Pitchfork Media op de vijfde positie geplaatst in hun lijst van de vijftig beste albums van 2005. Het nummer "Hope There's Someone" belandde op de 28ste positie in hun top 500 van de beste nummers van het decennium 2000-2009.

## Tracklist
Alle muziek en teksten zijn geschreven door Anohni. 
| Nr. | Titel                | Duur |
| --- | -------------------- | ---- |
| 1.  | Hope There's Someone | 4:21 |
| 2.  | My Lady Story        | 3:33 |
| 3.  | For Today I Am a Boy | 2:36 |
| 4.  | Man Is the Baby      | 4:09 |
| 5.  | You Are My Sister    | 3:59 |
| 6.  | What Can I Do?       | 1:40 |
| 7.  | Fistful of Love      | 5:52 |
| 8.  | Spiralling           | 4:25 |
| 9.  | Free at Last         | 1:36 |
| 10. | Bird Gerhl           | 3:14 |

## Bezetting
| - Devendra Banhart – gitaar op "You Are My Sister", zang op "Spiralling" - Steve Bernstein – trompet - John Bollinger - drums op "You Are My Sister" - Keith Bonner - fluit - Boy George – zang op "You Are My Sister" - Todd Cohen – drums - Danielle Farina - altviool op "My Lady Story" en "Free at Last" - Jason Hart – piano op "What Can I Do?" - Antony Hegarty – orgel, piano, zang - Julia Kent – cello | - Parker Kindred - drums op "Fistful of Love" - Jeff Longston – basgitaar - Maxim Moston – viool - Rainy Orteca - basgitaar op "Fistful of Love" - Lou Reed – gitaar en zang op "Fistful of Love" - Paul Shapiro – saxofoon - Doug Wieselman – saxofoon - Rufus Wainwright – zang op "What Can I Do?" - Joan Wasser – altviool - Julia Yasuda - morse, zang op "Free at Last" |